# رقص النجوم
دانسينغ ويذ ذا ستارز: رقص النجوم هو النسخة العربية اللبنانية المستوحاة من برنامج المسابقات الفني المختص بفن الرقص البريطاني الشهير "Dancing with the Stars" الذي تعرضه قناة بي بي سي منذ العام 2004.
انطلق الموسم الأول من المسابقة في 16 كانون الأول 2012 واستمر حتى 24 شباط 2013 وعرض على قناة إم تي في التي تمتلك الحقوق الحصرية لإنتاج البرنامج في الشرق الأوسط. وكلف التقديم إلى كل من الممثلة والإعلامية اللبنانية كارلا حداد والإعلامي اللبناني وسام بريدي. تم تصوير حلقات البرنامج على الهواء مباشرة في الفوروم دو بيروت وينتج من قبل شركة ستوديوفيجن التابعة للقناة.

## فكرة البرنامج
تدور فكرة المسابقة حول تشكيل ثنائيات مكونة من مشاهير مختلف الميادين الفنية وراقصون محترفون، يتبارون اسبوعيا بالرقص الثنائي مباشرة على الهواء (الرقص اللاتيني والرياضي) بهدف الحصول الحصول على كأس البرنامج على مدى 12 حلقة؛ وذلك أمام لجنة تحكيم تضم أربعة خبراء محترفين في مجال الرقص هم: راقص التانغو الأرجنتيني اللبناني الاصل مازن كيوان [البريطاني] دارين بينيت واللبنانيون ميرا سماحة وربيع نحاس.
الحكام سيعطون رأيهم وانطباعهم عما شاهدوه ويقيمون العرض من خلال إعطائه علامات تتراواح من بين 1 إلى 10 نقاط. كما أن الجمهور المشاهد في المنازل بدوره يقيم العرض من خلال العلامات التي يرسلها عبر الرسائل النصية القصيرة.
الثنائي الحاصل على أقل مجموع من العلامات يغادر المسابقة في كل حلقة، وذلك تباعا حتى الحلقة الأخيرة التي يبقى فيها ثلاث ثنائيات، واحد منهم سيحصل على كأس البرنامج. وتأتي نصف العلامة التي يحصل عليها المتبارون من تصويت الجمهور عبر الهاتف، ونصفها الثاني من لجنة التحكيم المختصة.

## الموسم الأول (2012-2013)
بدأ عرض الموسم الأول في 16 كانون الأول 2012 واستمر حتى 24 شباط 2013. والفائزون بالمراكز الثالثة هم:
| الفائز بالسباق  | المركز الثاني                | المركز الثالث                   |
| --------------- | ---------------------------- | ------------------------------- |
| نايا وعبدو دلول | روزاريتا طويل وأسلاك أمبتروب | ندى أبو فرحات وأسادور أوريدجيان |